# 5374 Hokutosei
Az 5374 Hokutosei (ideiglenes jelöléssel 1989 AM1) a Naprendszer kisbolygóövében található aszteroida. Janai Maszajuki és Vatanabe Kazuró fedezte fel 1989. január 4-én.